# Лёгкая атлетика на летних Олимпийских играх 1896 — метание диска
Соревнования по метанию диска среди мужчин на летних Олимпийских играх 1896 прошли 6 апреля. Приняли участие девять спортсменов из шести стран.

## Призёры
| Золото             | Серебро                         | Бронза                 |
| Роберт Гарретт США | Панайотис Параскевопулос Греция | Сотириос Версис Греция |

## Соревнование

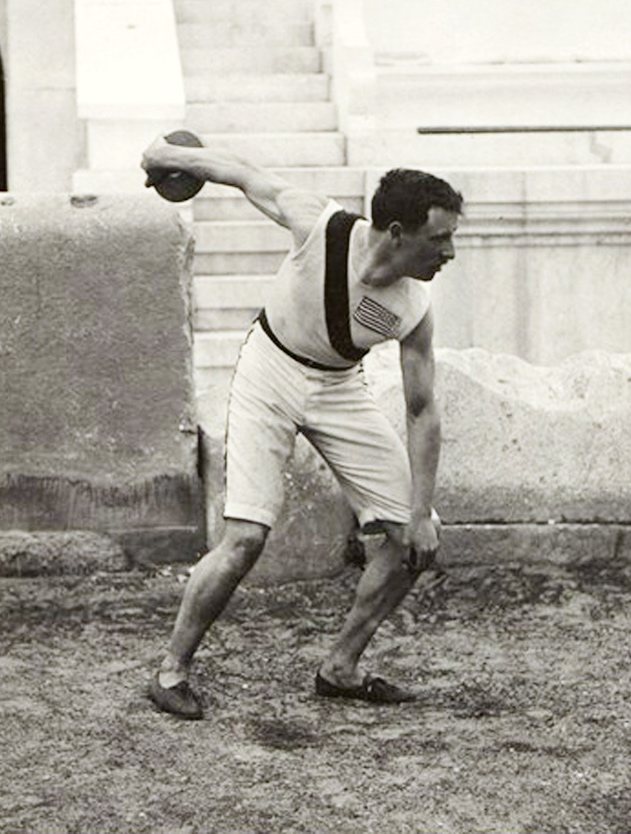
Роберт Гарретт во время метания диска

| Место | Спортсмен                      | Результат  |
| ----- | ------------------------------ | ---------- |
| 1     | Роберт Гарретт (USA)           | 29,15 м OR |
| 2     | Панайотис Параскевопулос (GRE) | 28,955 м   |
| 3     | Сотириос Версис (GRE)          | 27,78 м    |
| 4     | Джордж Робертсон (GBR)         | 25,20 м    |
| 5-9   | Альфонс Гризель (FRA)          | Неизвестен |
| 5-9   | Вигго Йенсен (DEN)             | Неизвестен |
| 5-9   | Хольгер Нильсен (DEN)          | Неизвестен |
| 5-9   | Георгиос Папасидерис (GRE)     | Неизвестен |
| 5-9   | Генрик Сьоберг (SWE)           | Неизвестен |